# K2-360 b
Pour les articles homonymes, voir K2.

K2-360 b, aussi désignée EPIC 201595106 b, est une exoplanète en orbite autour de K2-360, à un peu moins de 800 années-lumière.
K2-360 b, 7,7 fois plus massive que la Terre et d'une densité d'environ 11 grammes par centimètre cube, est une exoplanète remarquablement dense[réf. souhaitée]. Elle a été détectée en 2016 grâce à la méthode des transits[réf. souhaitée]. Elle réalise le tour complet de son étoile en 21 heures.